# Elionor d'Aragó i de Sicília
Elionor d'Aragó i de Sicília (el Puig de Santa Maria, l'Horta Nord, 20 de gener de 1358 - Cuéllar, Segòvia, 13 d'agost del 1382), princesa d'Aragó i reina consort de Castella (1379-1382).

## Orígens familiars
Fou filla del rei Pere III el Cerimoniós i d'Elionor de Sicília, la seva tercera esposa. Era neta per línia paterna del comte-rei Alfons el Benigne i Teresa d'Entença, i per línia materna del rei Pere II de Sicília i Elisabet de Caríntia.
Fou germana dels reis Joan el Caçador i Martí l'Humà. Per part de pare també fou germana de les princeses Constança d'Aragó, Joana d'Aragó i Isabel de Barcelona.

## Núpcies i descendents
El 18 de juny de 1375 es casà a Sòria amb el futur rei Joan I de Castella, tal com s'havia acordat al tractat d'Almazán. D'aquesta unió nasqueren:
- l'infant Enric III de Castella (1379-1406), rei de Castella;
- l'infant Ferran d'Antequera (1380-1416), comte de Barcelona i rei d'Aragó, primer monarca de la dinastia Trastàmara a la Corona d'Aragó;
- la infanta Elionor de Castella (1382-?), morta jove.

## Interès científic
L'any 1376 el seu pare, el rei Pere el Cerimoniós, li va enviar un rellotge astronòmic, la descripció del qual consta a la correspondència reial conservada a l'Arxiu de la Corona d'Aragó (ACA reg. 1093 fol. 74). El rellotge que li va regalar el seu pare era de cambra de quatre campanetes i amb mecanisme de soneria capaç de tocar les hores automàticament o sota demanda. L'esfera principal era un astrolabi amb tres plats intercanviables gravats amb les coordenades adients per les latituds geogràfiques triades pensant en els dominis del rei, la qual cosa demostra que el rellotge va ser fet expressament per a l'ocasió. L'aranya de l'astrolabi estava animada amb un moviment de rotació sideri, amb un indicador de la posició del sol sobre el zodíac (agulla horària) i un altre per la posició de la lluna que mostrava al mateix temps les fases lunars.
Temps abans aquest fet s'havia atribuït a la seva germana Joana, però recentment Víctor Pérez ha fet notar que la autèntica destinatària del rellotge va ser Elionor.